# Alex Král
Alex Král (Košice, 19 mei 1998) is een Tsjechische voetballer die doorgaans als middenvelder speelt. Hij verruilde Spartak Moskou in 2023 voor Union Berlin. Král debuteerde in 2019 in het Tsjechisch voetbalelftal. 

## Carrière
Král speelde in de jeugd van Slavia Praag tot hij die in februari 2017 verruilde voor die van FK Teplice. Hiervoor debuteerde hij op 7 mei 2017 in het betaald voetbal, tijdens een met 0–2 gewonnen competitiewedstrijd in de 1. česká fotbalová liga, uit tegen FC Hradec Králové. Král viel in de blessuretijd in voor Jan Vošahlík. Dertien dagen later kreeg hij zijn eerste basisplaats, tijdens een competitiewedstrijd uit bij FK Jablonec (0–0). 
Král verruilde FK Teplice in januari 2019 voor minder dan een miljoen euro aan Slavia Praag, dat hem een halfjaar later voor 12 miljoen verkocht aan Spartak Moskou. Hier werd hij seizoen 2020/21 basisspeler. Zijn ploeg werd dat jaar tweede in de Premjer-Liga, achter Zenit Sint-Petersburg. Král had de belangstelling gewekt van West Ham United, dat hem gedurende het seizoen 2021/22 op huurbasis in dienst nam. De samenwerking werd geen succes. Hij speelde dat seizoen één minuut in de Premier League en mocht vijf keer meedoen in de FA Cup, EFL Cup en Europa League samen. Spartak verhuurde Král in juli 2022 voor een jaar aan FC Schalke 04. Hier werd hij wel basisspeler. Hoewel hij er in die hoedanigheid aan bijdroeg dat zijn team dat jaar degradeerde uit de Bundesliga, had hijzelf indruk gemaakt op Union Berlin, de nummer vier in de eindstand van diezelfde competitie. Die club hem nam hem daarop over in juni 2023. In het seizoen 2024/25 werd hij uitgeleend aan Espanyol.

## Clubstatistieken
| Seizoen     | Club              | Competitie              | Competitie | Competitie | Beker | Beker | Internationaal | Internationaal | Totaal | Totaal |
| Seizoen     | Club              | Competitie              | Wed.       | Dlp.       | Wed.  | Dlp.  | Wed.           | Dlp.           | Wed.   | Dlp.   |
| ----------- | ----------------- | ----------------------- | ---------- | ---------- | ----- | ----- | -------------- | -------------- | ------ | ------ |
| 2016/17     | FK Teplice        | 1. česká fotbalová liga | 3          | 0          | 0     | 0     | —              | —              | 3      | 0      |
| 2017/18     | FK Teplice        | 1. česká fotbalová liga | 23         | 1          | 2     | 1     | —              | —              | 25     | 2      |
| 2018/19     | FK Teplice        | 1. česká fotbalová liga | 17         | 0          | 1     | 0     | —              | —              | 18     | 0      |
| Club totaal | Club totaal       | Club totaal             | 43         | 1          | 3     | 1     | 0              | 0              | 46     | 2      |
| 2018/19     | Slavia Praag      | 1. česká fotbalová liga | 12         | 0          | 3     | 0     | 6              | 1              | 21     | 1      |
| 2019/20     | Slavia Praag      | 1. česká fotbalová liga | 6          | 0          | 0     | 0     | 2              | 0              | 8      | 0      |
| Club totaal | Club totaal       | Club totaal             | 18         | 0          | 3     | 0     | 8              | 1              | 29     | 1      |
| 2019/20     | Spartak Moskou    | Premjer-Liga            | 19         | 0          | 4     | 0     | —              | —              | 23     | 0      |
| 2020/21     | Spartak Moskou    | Premjer-Liga            | 29         | 0          | 1     | 0     | —              | —              | 30     | 0      |
| 2021/22     | Spartak Moskou    | Premjer-Liga            | 5          | 0          | 0     | 0     | 2              | 0              | 7      | 0      |
| Club totaal | Club totaal       | Club totaal             | 53         | 0          | 5     | 0     | 2              | 0              | 60     | 0      |
| 2021/22     | → West Ham United | Premier League          | 1          | 0          | 2     | 0     | 3              | 0              | 6      | 0      |
| Club totaal | Club totaal       | Club totaal             | 1          | 0          | 2     | 0     | 3              | 0              | 6      | 0      |
| 2022/23     | → FC Schalke 04   | Bundesliga              | 29         | 0          | 2     | 0     | —              | —              | 31     | 0      |
| Club totaal | Club totaal       | Club totaal             | 29         | 0          | 2     | 0     | 0              | 0              | 31     | 0      |
| 2023/24     | → Union Berlin    | Bundesliga              | 0          | 0          | 0     | 0     | 0              | 0              | 0      | 0      |
| Club totaal | Club totaal       | Club totaal             | 0          | 0          | 0     | 0     | 0              | 0              | 0      | 0      |

Bijgewerkt t/m  9 juli 2023

## Erelijst
| Competitie                       | Aantal       | Jaren        |
| Slavia Praag                     | Slavia Praag | Slavia Praag |
| -------------------------------- | ------------ | ------------ |
| Kampioen 1. česká fotbalová liga | 1x           | 2018/19      |
| Beker van Tsjechië               | 1x           | 2018/19      |

## Interlandcarrière
Král maakte deel uit van verschillende Tsjechische nationale jeugdselecties. Hij was met Tsjechië –17 actief op het EK –17 van 2015 en met Tsjechië –19 op het EK –19 van 2017. Zijn ploeggenoten en hij bereikten op het laatste toernooi de halve finales, waarin ze met 1–0 verloren van de latere kampioen Engeland –19. Král debuteerde later dat jaar in Tsjechië –21.
Král maakte op 26 maart 2019 zijn debuut in het Tsjechisch voetbalelftal, in een met 1–3 verloren oefeninterland tegen Brazilië. Zijn eerste interlanddoelpunt volgde op 14 oktober 2019. Hij maakte toen 2–3 in een met diezelfde cijfers verloren oefeninterland tegen Noord-Ierland. Král nam met Tsjechië deel aan het EK in 2021, waarop de kwartfinale behaald werd.

## Persoonlijk
Král werd geboren in het Slowaakse Košice, maar verhuisde als kind met zijn gezin naar Brno in Tsjechië.
1 García ·
3 Gómez  ·
4 Kumbulla ·
5 Calero ·
6 Cabrera ·
7 Puado ·
8 Expósito ·
9 Véliz ·
10 Lozano ·
11 Milla ·
12 Tejero ·
13 Pacheco ·
14 Oliván ·
15 Gragera ·
16 Cheddira ·
17 Carreras ·
18 Aguado ·
19 Sánchez ·
20 Král ·
22 Romero ·
23 El Hilali ·
24 Cardona ·
31 Roca ·
33 Fortuño ·
37 Ünüvar ·
Coach: González
1 Vaclík ·
2 Kadeřábek ·
3 Čelůstka ·
4 Brabec ·
5 Coufal ·
6 Kalas ·
7 Barák ·
8 Darida  ·
9 Holeš ·
10 Schick ·
11 Krmenčík ·
12 Masopust ·
13 Ševčík ·
14 Jankto ·
15 Souček ·
16 Mandous ·
17 Zima ·
18 Bořil ·
19 Hložek ·
20 Vydra ·
21 Král ·
22 Matějů ·
23 Koubek ·
24 Pekhart ·
25 Pešek ·
26 Sadílek ·
Coach: Šilhavý